# Юнайтед-центр
«Юнайтед-центр» (англ. United Center) — крытая спортивная арена, расположенная в западной части города Чикаго, Иллинойс. Названа в честь спонсора United Airlines. До 2014 года компания выплачивает ежегодно по 1,8 млн долларов за права на название. Является домашней ареной для «Чикаго Блэкхокс» из НХЛ и «Чикаго Буллз» из НБА. Идея постройки нового стадиона принадлежит Роки Виртцу и Джерри Райнсдорфу, владельцам двух спортивных команд города. До этого эти команды играли в «Чикаго Стэдиум», который был снесён после того, как «Юнайтед-центр» был открыт 18 августа 1994 года. Возле восточной стороны стадиона находится статуя Майкла Джордана.

## Информация
«Юнайтед-центр» занимает 89 187 м² и расположен к западу от центра Чикаго. Арена является самой большой в США по физическим размерам. Вместительность арены составляет 19 717 (не включая стоячих мест) для хоккейных матчей (рекорд посещаемости составил 22 428 человек 11 апреля 2010 года на игре «Блэкхокс» против «Детройта»), 20 917 для баскетбольных матчей и до 23 500 человек для концертов. Ежегодно «Юнайтед-центр» принимает более 200 мероприятий и, со времени открытия, его посетило более 20 млн человек.
Акустика арены была спроектирована так, чтобы воссоздать «рёв» («The Roar») — шум, благодаря которому был знаменит «Чикаго Стэдиум».

## События
Кроме регулярных игр «Буллз»/«Блэкхокс», арена принимает и другие спортивные соревнования, такие как игры баскетбольной команды Университета Иллинойса. На арене проходило большое количество концертов таких исполнителей, как U2, Роджер Уотерс, Мэрайя Кэри, Bruce Springsteen and the E Street Band, AC/DC, Madonna, Шанайя Твейн, Pearl Jam, Dave Matthews Band, The Who, Фрэнк Синатра, Барбра Стрейзанд, Бритни Спирс, The Rolling Stones, Пол Маккартни, Green Day, Coldplay, Aerosmith, Bon Jovi, Nickelback, Канье Уэст, Van Halen, Эрик Клэптон, Бейонсе, Шакира, Джанет Джексон, Селин Дион, Rush, the Eagles, Lady Gaga, Билли Айлиш, BTS.
В 1996, 1997 и 1998 годах арена принимала финальные игры НБА, и в 1996 и 1997 годах «Чикаго Буллз» становились чемпионами на арене «Юнайтед-центра». В 1998 году «Буллз» стали чемпионами на арене в Солт-Лейк-Сити.
Первым спортивным соревнованием, прошедшим в «Юнайтед-центре», было ППВ шоу WWE SummerSlam 29 августа 1994 года. Арена также использовалась для ппв шоу федерации World Championship Wrestling.
В 1996 году в «Юнайтед-центре» проходил Национальный демократический конвент.